# Guebwiller
Guebwiller  (Duits:Gebweiler) is een gemeente in het Franse departement Haut-Rhin (regio Grand Est). De plaats maakt deel uit van het arrondissement Guebwiller. Guebwiller telde op 1 januari 2022 11.090 inwoners.

## Geschiedenis
Tijdens het ancien régime hing de plaats af van de Abdij Murbach. De plaats werd in de 13e eeuw gesticht vanuit die abdij en de monniken introduceerden er de wijnteelt. Die zorgde voor voorspoed. Vanuit de abdij werd het kasteel Neuenburg als abtenpaleis gebouwd. In 1765 verhuisde het prinsdom van het kleine Murbach naar Guebwiller en werd de kerk Notre-Dame gebouwd met materialen van de deels afgebroken abdijkerk van Murbach. Het kasteel Neuenburg werd geplunderd in 1789.
In de 19e eeuw kwam er textielindustrie en zo werd Guebwiller een van de belangrijkste industriesteden van de Elzas. De industrie verdween grotendeels in de tweede helft van de 20e eeuw.

## Bezienswaardigheden
Guebwiller heeft een romaanse (kerk Saint-Léger), een gotische (kerk van het voormalige dominicanenklooster) en een classicistische kerk (kerk Notre-Dame). Op de heuvelflanken van Guebwiller zijn er wijngaarden en de gemeente telt enkele bekende wijnhuizen.

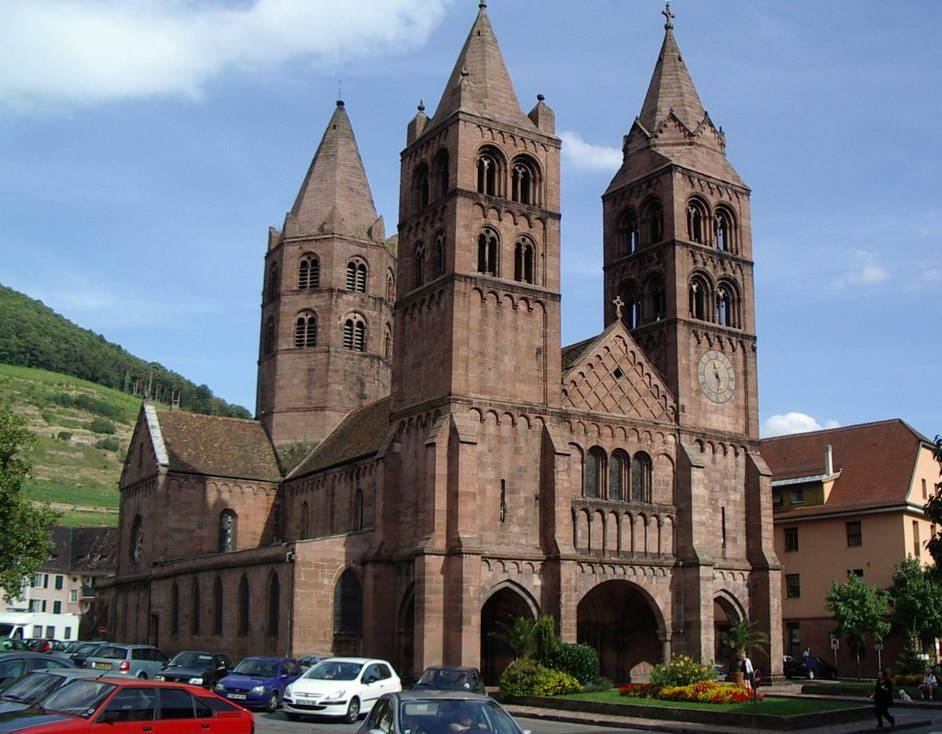
Kerk Saint-Léger
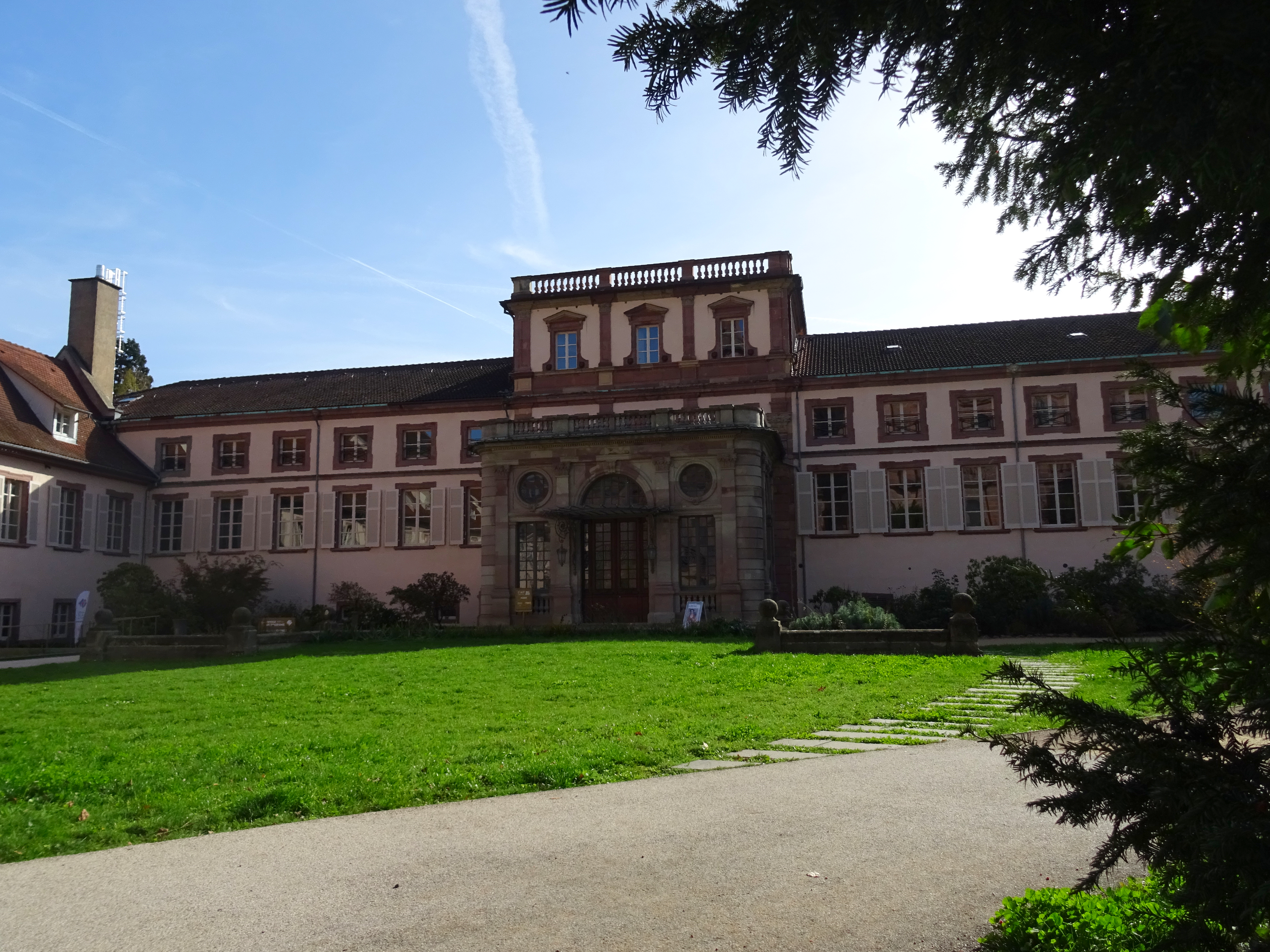
Kasteel Neuenburg
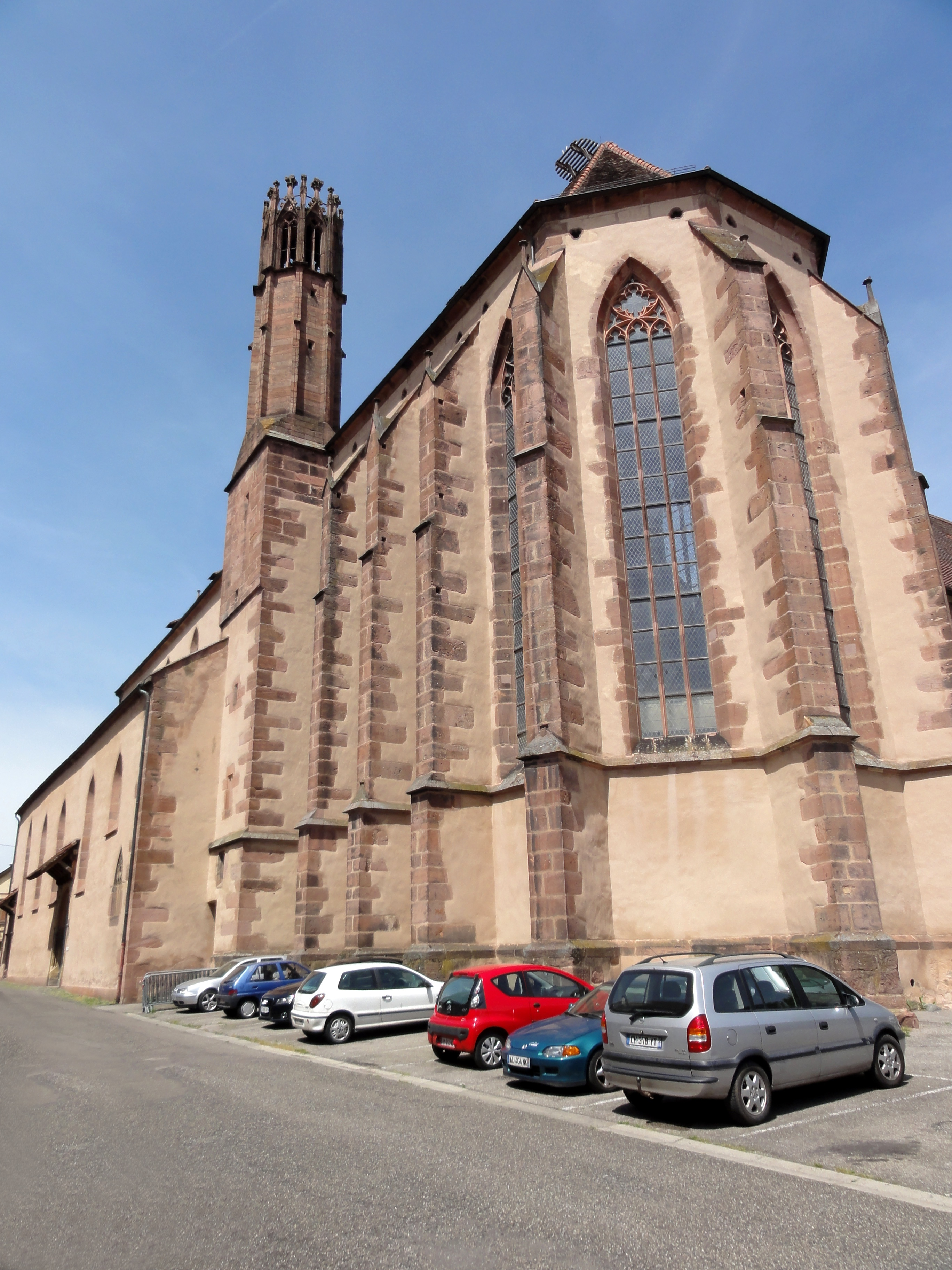
Voormalige dominicanenkerk
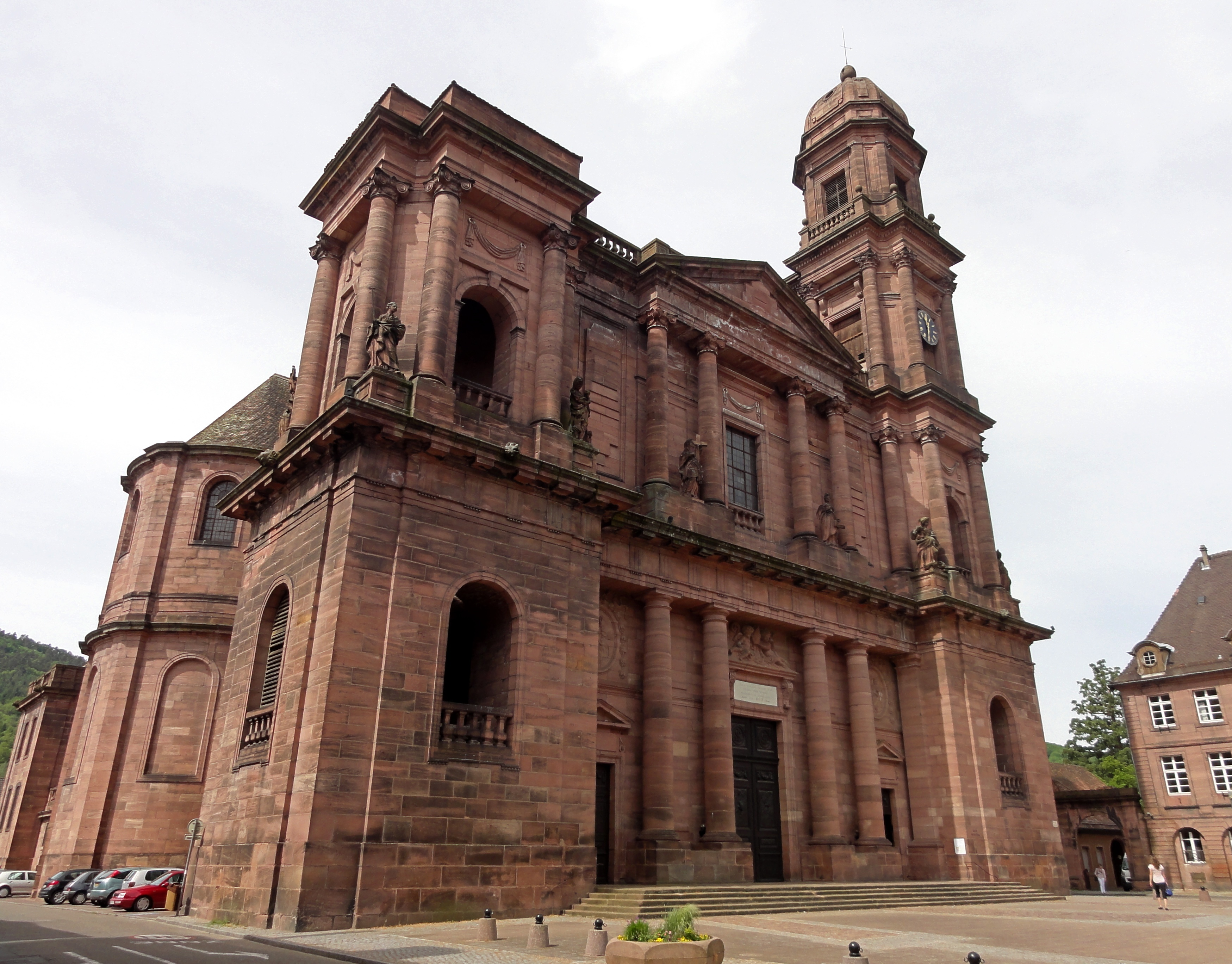
Kerk Notre-Dame
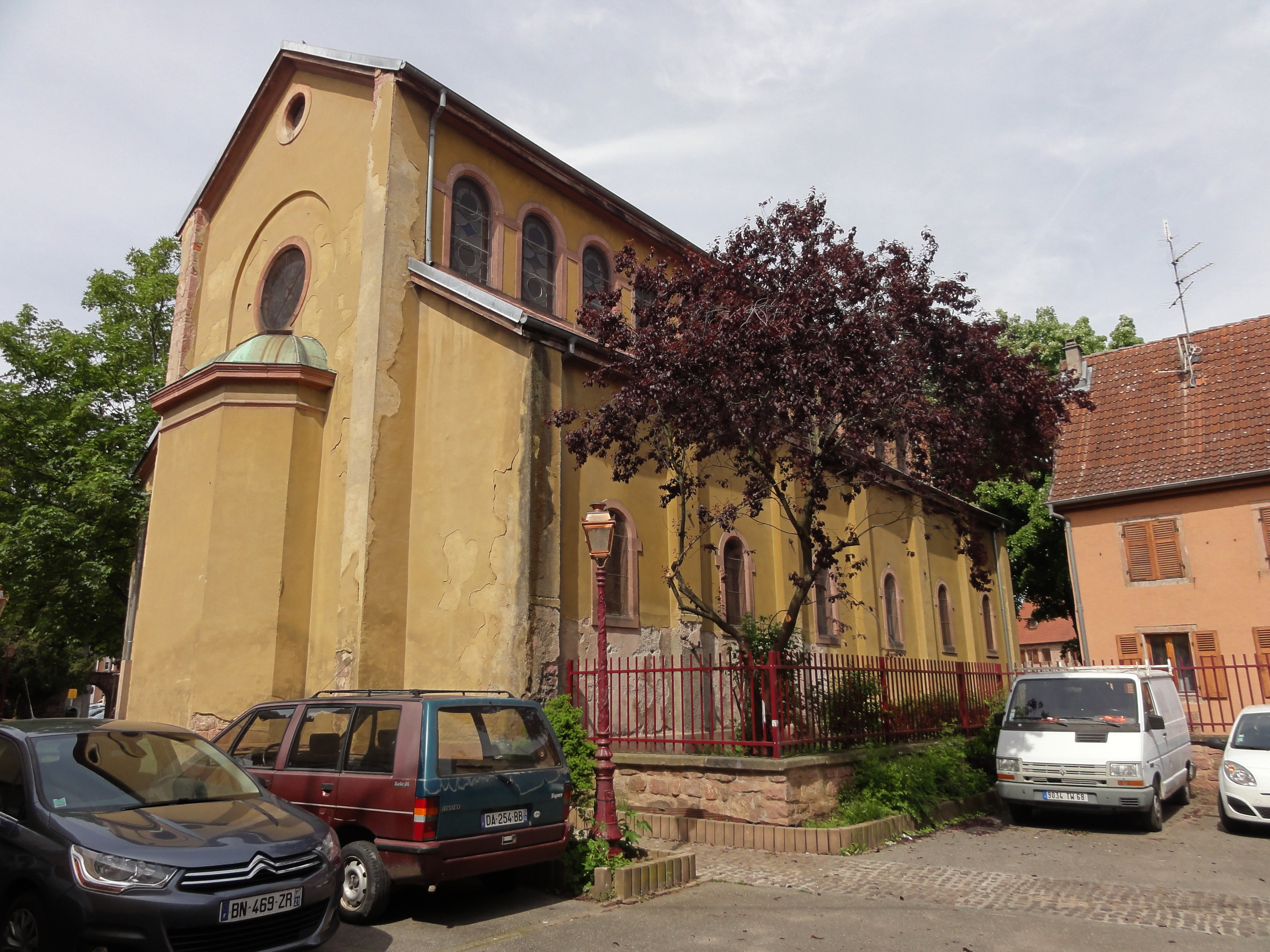
Synagoge

## Geografie
De oppervlakte van Guebwiller bedroeg op 1 januari 2022 9,68 vierkante kilometer; de bevolkingsdichtheid was toen 1.145,7 inwoners per km². Guebwiller ligt in de steile vallei van de Lauch, ook Florival genoemd.
De onderstaande kaart toont de ligging van Guebwiller met de belangrijkste infrastructuur en aangrenzende gemeenten.

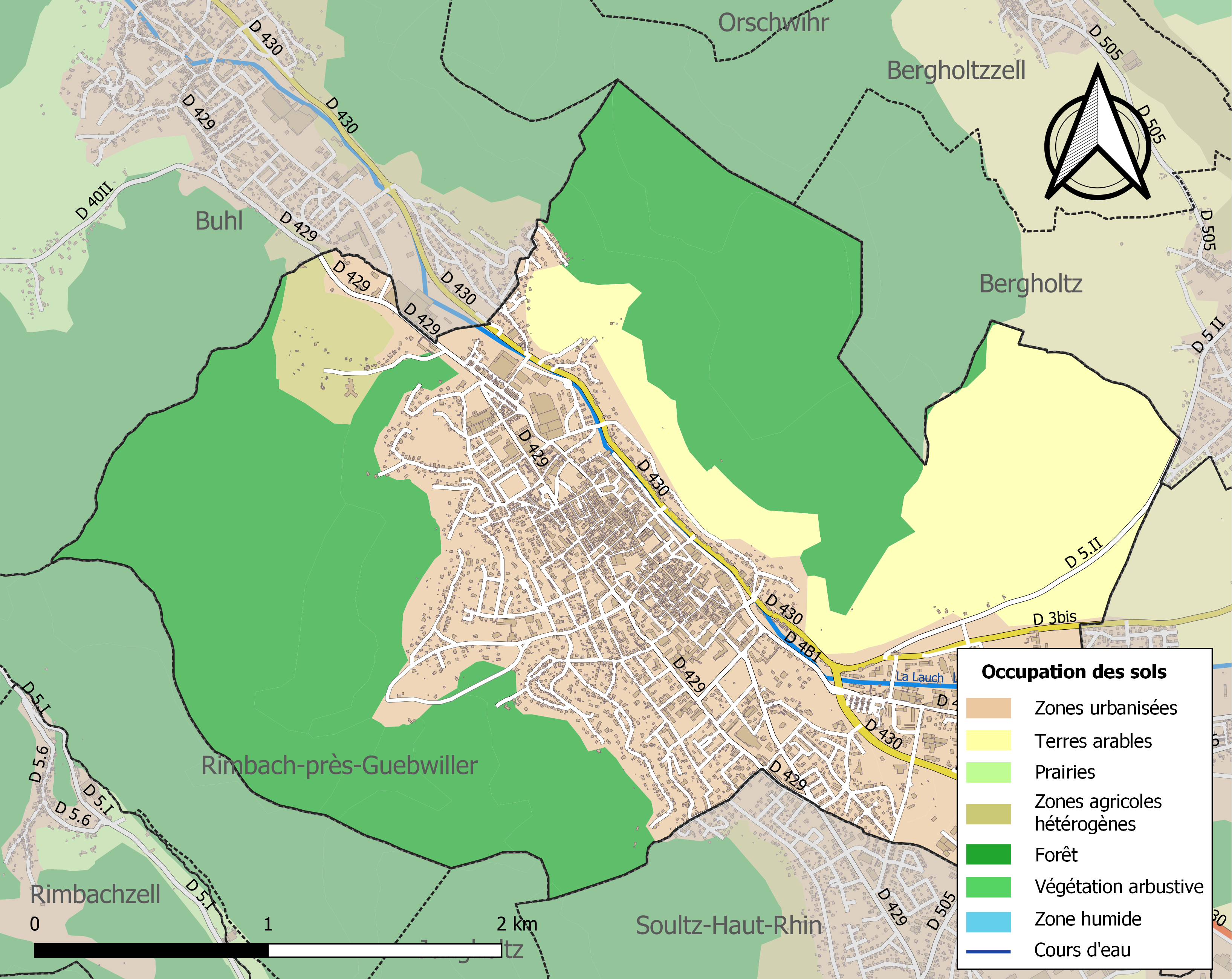

## Demografie
Onderstaande figuur toont het verloop van het inwonertal (bron: INSEE-tellingen).

## Geboren in Guebwiller
- Alfred Kastler (1902-1984), natuurkundige en Nobelprijswinnaar (1966)
- Pierre Lévy (1907-2002), industrieel, kunstverzamelaar en mecenas
- Maurice Krafft (1946-1991), vulkanoloog